# Edward Thomas Daniell

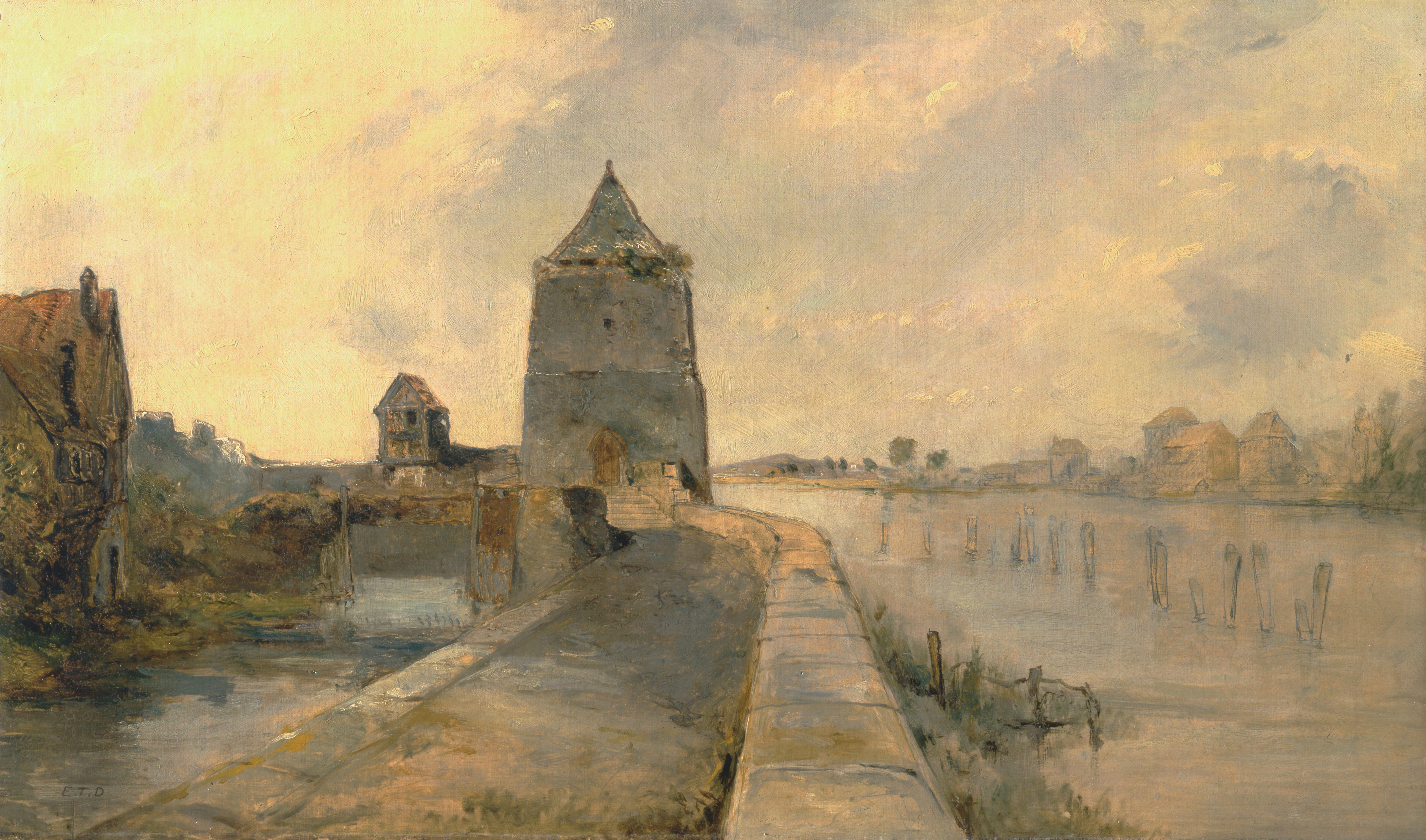
Ren w Konstancji, ok. 1830

Edward Thomas Daniell (ur. 5 czerwca 1804 w Londynie, zm. 24 września 1842 w Antalyi) – angielski duchowny, malarz, grafik i podróżnik.
Artysta kojarzony z Norwich School, jego nauczycielem był czołowy reprezentant tej szkoły John Crome. Malował głównie naturalistyczne akwarele przedstawiające pejzaże. Tworzył też akwaforty, które krytycy sztuki uznali za wyprzedzające czasy, w których powstały. Utrzymywał kontakty z wieloma artystami, jego przyjaciółmi byli m.in. William Turner, John Linnell, David Roberts, William Dyce, Thomas Creswick, William Collins, Abraham Cooper, John Callcott Horsley i William Clarkson Stanfield. 
W 1831 r. Daniell przyjął święcenia, przez dwa lata pełnił funkcję wikariusza w Norfolk, później został proboszczem jednej z londyńskich parafii. Zmarł w czasie wyprawy do Turcji. Największe zbiory jego prac posiada Norfolk Museums.